# 周密 (五代)
周密（？—954年），字德峰，应州神武川人，五代十国后唐、后晋、后汉、后周官员。
周密开始事奉李克用为军职。唐庄宗平镇州，唐明宗袭取汶阳，周密从征有功。唐庄宗平后梁，授周密任为镇州马军都指挥使。唐明宗即位，官至河东马步军副都指挥使。后晋天福初年，担任冀州刺史、檢校司徒，入朝为右羽林统军、检校太保。天福四年秋，出任保大军节度使、检校太傅。当地百姓作乱，周密讨平，改镇晋州，加检校太尉。开运年间，入朝拜右龙武统军。开运三年秋，出镇延州。当年冬天，契丹国攻陷中原，延州军乱，立高允权为帅，周密据东城，高允权据西城，对峙甚久。后汉高祖刘知远在太原起兵，遣使安抚，周密于是弃城逃到太原，随刘知远至汴京，久居京城。后周广顺初年，授太子太师致仕。显德元年春去世，时年七十五岁。长子周锐，在宋朝为内职。次子周广，担任诸卫大将军。